# 세선역
세선역(世仙驛)은 조선민주주의인민공화국 함경북도 온성군 남양면 세선리에 위치한 함북선의 철도역이다. 조선민주주의인민공화국의 최북단 역이다.

## 같이 보기
- 제진역
- 백마고지역
- 여수엑스포역